# عبد الغفار حسين
 عبد الغفار بن غلوم حسين بن عبد الله الريِّس السهلاوي أديب وإعلامي  ولد في دبي  الإمارات العربية المتحدة عام 1936. شغل إدارة بلدية دبي في عقد الستينيات من القرن الماضي.

## مؤسسات واتحادات
1. رئيس سابق لـ جمعية الإمارات لحقوق الإنسان [3]
2. عضو مؤسس لاتحاد كتاب وأدباء الإمارات [4]
3. عضو مؤسس لمكتبة دبي العامة [5]
4. عضو مؤسس لمتحف الفهيدي في دبي [6]
5. عضو الهيئة الإستشارية لمشروع كتاب في جريدة [7]

## الأوسمة والجوائز
نال عدة أوسمة وجوائز من أبرزها :
1. «وشاح محمد بن راشد آل مكتوم» وقلد من قبل الشيخ محمد بن راشد آل مكتوم حاكم دبي [8]
2. لقب بـ «شخصية العام» 2019 في مهرجان طيران الإمارات للآداب الدورة (11) [9]
3. جائزة «خلف الحبتور للإنجاز» [10]

## مؤلفاته
يكتب المقال الصحفي في عدة صحف إماراتية  وله كتب ودراسات عدة منها :
| الكتاب                                                   | صادر عن                            | سنة الإصدار | ردمك ISBN     |
| هموم وطنية                                               | دار الخليج                         | 2000        |               |
| قراءات في كتب من الإمارات                                | اتحاد كتاب وأدباء الإمارات         | 2000        |               |
| تريم عمران : لمحات من حياته                              | مؤسسة سلطان بن علي العويس الثقافية | 2003        |               |
| سلطان العويس : الجائزة .. الشعر                          | مؤسسة سلطان بن علي العويس الثقافية | 2003        |               |
| البردة المباركة ونهجها                                   | ندوة الثقافة والعلوم - دبي         | 2012        | 9789948164364 |
| أنغام من الوجدان : مختارات شعرية                         | المؤلف Author                      | 2012        |               |
| الصور الإبداعية في شعر سلطان العويس                      | مؤسسة سلطان بن علي العويس الثقافية | 2012        | 9789948416609 |
| عبدالله عمران تريم : الشخصية الجامعة                     | مؤسسة سلطان بن علي العويس الثقافية | 2014        | 9789948416845 |
| قراءة في كتابي الشيخ محمد بن راشد : رؤيتي – ومضات من فكر | المؤلف Author                      | 2015        |               |
| محمد بن راشد في سباق مع الزمن                            | مؤسسة سلطان بن علي العويس الثقافية | 2018        | 9789948393559 |
| -------------------------------------------------------- | ---------------------------------- | ----------- | ------------- |